# 특수요원 오소
《특수요원 오소》(Special Agent Oso)는 미취학 아동을 대상으로 포드 라일리(Ford Riley)가 기획한 미국의 3D 애니메이션이다. 2009년 4월 4일부터 2011년 2월 13일까지 디즈니 채널의 블록편성 시간대인 플레이하우스 디즈니를 통해 방송되었으나, 2011년 2월 14일부터 2012년 5월 12일까지 디즈니 주니어에서 옮겨 방송되었다. 대한민국의 2011년 7월 11일부터 2012년 5월 17일까지 디즈니 주니어에서 방송되었다.

## 등장 인물
- 오소(Oso) - 오인성

곤경에 처한 어린이들을 주로 도와주는 특수요원 테디 베어.
- 도티(Dotty) - 임은정

오소의 선배이자 특수요원으로 활동하는 여우.
- 울피(Wolfy) - 김준

오소의 훈련을 감독하며 특수요원으로 활동하는 푸른 여우.
- 미스터 도스(Mr. Dos) - 온영삼

오소의 상사인 늑대. 오소를 비롯한 요원들에게 임무를 부여한다.
- 포 파일럿(Paw Pilot) - 소연

오소가 임무를 완수할 수 있도록 도와주는 컴퓨터 조수.
- 월리버드 (Whirly Bird) - 류다무현
- 라피드(R.R. Rapide) - 류다무현

## 우리말 제작
- 더빙 스튜디오 : 애드원
- 믹싱 스튜디오 : 애드원
- 음악 감독 : 박원빈
- 한국어 제작 : Disney Charater Voices International,Inc.